# Copadichromis boadzulu
Copadichromis boadzulu là một loài cá thuộc họ Cichlidae. Nó là loài đặc hữu của Malawi. Môi trường sống tự nhiên của chúng là hồ nước ngọt có nước theo mùa.